# Felipe Maluhy
Luis Felipe Klinkert Maluhy (São Paulo, 20 de julho, 1977) é um automobilista brasileiro.
Em 23 de maio de 2010, na etapa do Rio de Janeiro, Felipe venceu a primeira corrida da carreira na Stock Car.

## Resultados na Stock Car
Corrida em negrito significa pole position; corrida em itálico significa volta mais rápida)
| Ano  | Equipe               | Carro             | 1       | 2       | 3      | 4       | 5      | 6       | 7       | 8      | 9       | 10      | 11      | 12      | Classificação | Pontos |
| ---- | -------------------- | ----------------- | ------- | ------- | ------ | ------- | ------ | ------- | ------- | ------ | ------- | ------- | ------- | ------- | ------------- | ------ |
| 2004 |                      | Chevrolet Astra   | CTB NP  | SAO NP  | TAR NP | LON NP  | RIO NP | SAO EX  | CTB 3   | LON 7  | RIO 11  | BSB 9   | CGD 12  | SAO 3   | 14°           | 48     |
| 2005 | Avallone Motorsports | Mitsubishi Lancer | SAO Ret | CTB Ret | RIO 3  | SAO 10  | CTB 15 | LON Ret | BSB Ret | STC 16 | TAR 13  | ARG Ret | RIO 9   | SAO 7   | 18º           | 43     |
| 2006 | Avallone Motorsports | Mitsubishi Lancer | SAO 4   | CTB 18  | CGD 14 | SAO 8   | LON 8  | CTB 6   | SCZ 5   | BSB 8  | TAR 8   | ARG 2   | RIO 10  | SAO 13  | 4°            | 247    |
| 2007 | Avallone Motorsports | Mitsubishi Lancer | SAO 2   | CTB 11  | CGD 27 | SAO 7   | LON 16 | SCZ 6   | CTB 18  | BSB 17 | ARG 5   | TAR 8   | RIO 9   | SAO 10  | 5º            | 240    |
| 2008 | Avallone Motorsports | Mitsubishi Lancer | SAO 9   | BSB 12  | CTB 14 | SCZ 14  | CGD 21 | SAO 14  | RIO 12  | LON 27 | CTB 13  | BSB 16  | TAR 22  | SAO Ret | 23º           | 24     |
| 2009 | Avallone Motorsports | Peugeot 307       | SAO Ret | CTB 23  | BSB 11 | SCZ Ret | SAO 14 | SAL 9   | RIO 16  | CGD 21 | CTB Ret | BSB 19  | TAR Ret | SAO Ret |               |        |
| 2010 | Officer ProGP        | Chevrolet Vectra  | SAO 7   | CTB 15  | NSR 9  | RIO 1   | RIB    | SAL     | SAO     | CGD    | LON     | SCZ     | BSB     | CTB     | 2º*           | 45*    |

*Temporada em andamento.